# Lijst van basketballers van Fenerbahçe
Op deze lijst staan zowel huidige als voormalige Fenerbahçe-basketballers vermeld.

## A
- Mahmoud Abdul-Rauf

## B
- Can Bartu
- Rasim Başak
- Bojan Bogdanović

## C
- Serhat Çetin
- Joe Ira Clark

## D
- Hakan Demirel

## E
- Semih Erden

## G
- Zeki Gülay

## K
- Tarence Kinsey
- Ibrahim Kutluay

## M
- Damir Mršić
- Maxim Can Mutaf

## O
- Ömer Onan

## P
- Emir Preldžič

## S
- Oğuz Savaş
- Will Solomon

## T
- Mirsad Türkcan

## V
- Gašper Vidmar

## W
- James White